# 小行星3755
小行星3755（英語：3755 Lecointe）是一颗围绕太阳公转的小行星。1950年9月19日，S. J. Arend在于克勒发现了此天体。
这颗小行星的绝对星等为121.0511664795684等。